# Sivan Rahav-Meir
Sivan Rahav-Meir em hebraico:  סיון רהב מאיר (2 de julho de 1981) é uma jornalista israelense, repórter de notícias e âncora de TV e rádio.

## Biografia
Sivan Rahav nasceu em Ramat Hasharon filha de Aryeh e Ronit. Quando ela tinha seis anos, a família mudou-se para Herzliya e ela começou a escrever nas revistas infantis "Chupar" e "Pashosh". Identificada como uma criança superdotada aos oito anos, ela estudou na Escola para Crianças Superdotadas - Shmuel HaNagid em Herzliya e depois no programa Ramot para crianças superdotadas na Rothberg High School.Rahav-Meir serviu na rádio do exército Galei Zahal como correspondente para bem-estar e absorção, assuntos jurídicos e religiosos. Rahav foi criada secularmente e tornou-se ortodoxa quando adolescente.
Em 2003, ela se casou com Yedidya Meir, colunista e apresentador de rádio. Rahav-Meir mora em Jerusalém com o marido e cinco filhos.

## Carreira no jornalismo e na mídia
Rahav-Meir foi uma apresentadora na Israeli Educational Television, incluindo os programas infantis "Banana Boom", co-apresentado com Michael HaNegbi, "Zoombit", um programa de informática, bem como uma repórter jovem das revistas "Kulanu" e "Rosh #1". Ela entrevistou o primeiro-ministro Yitzhak Rabin e o ministro das Relações Exteriores Shimon Peres, e participou do programa ao vivo de Dan Shilon e do programa de entretenimento de Dudu Topaz.

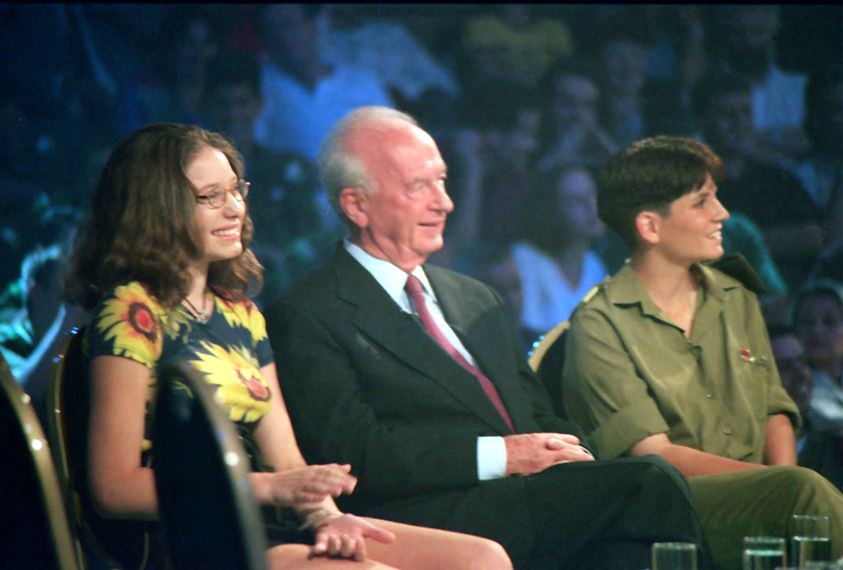
Sivan Rahav (esquerda) de 14 anos, com Yitzhak Rabin no programa Dan Shilon Live, setembro de 1995

Seu primeiro livro foi publicado quando ela tinha 17 anos: O Guia para um Jovem Jornalista. Ela obteve seu BA em Estudos Políticos e Administração pela Universidade de Tel Aviv quando tinha 18 anos. Durante seus estudos na universidade, Rahav-Meir tornou-se uma religiosa observante, tendo sido influenciada pelas obras do Prof. Yeshayahu Leibowitz, do Prof. Nechama Leibowitz, do Rabino Joseph B. Soloveitchik e do Rabino Abraham Isaac Kook. Antes de seu serviço militar nas IDF, ela prestou serviço comunitário por um ano na academia pré-militar de Beit Yisrael.
Em 2002, após completar o serviço militar, foi nomeada repórter de assuntos religiosos do  Channel 2 e, posteriormente, repórter de assuntos jurídicos. Ela foi a âncora da revista de notícias diárias Shesh Im (Six O'Clock News) no Canal 2, alternando com Oded Ben-Ami.
Em 2005, os dois foram co-autores de "Yamim Ktumim" (Dias de Orange) publicado pela Yediot Aharonot Books, que é uma série de entrevistas com figuras importantes da comunidade religiosa-sionista em Israel, incluindo: Rabino Elyakim Levanon, David Landau, o ex-rabino chefe das FDI, Brig.Gen. Rabino Yisrael Weiss, Rabino Shlomo Aviner, Motty Zisser e outros, que discutem suas opiniões pessoais sobre vários aspectos do Plano de Desligamento da Faixa de Gaza.
Em 2006, ela se tornou a co-apresentadora de "Yom Hadash" (Um Novo Dia), o programa matinal de revista do Keshet. Seus co-apresentadores foram Gidi Gov e depois Danny Kushmaro. Em outubro de 2008, Rahav-Meir foi o primeiro a revelar que o empresário magnata Lev Leviev havia se mudado para Londres.
Em outubro de 2009, ela foi nomeada correspondente para assuntos do Knesset, substituindo Amit Segal, que foi temporariamente destacado para a Europa. A partir de 2009, ela apresenta um programa de rádio semanal na Galei Zahal com seu marido Yedidya às sextas-feiras ao meio-dia.

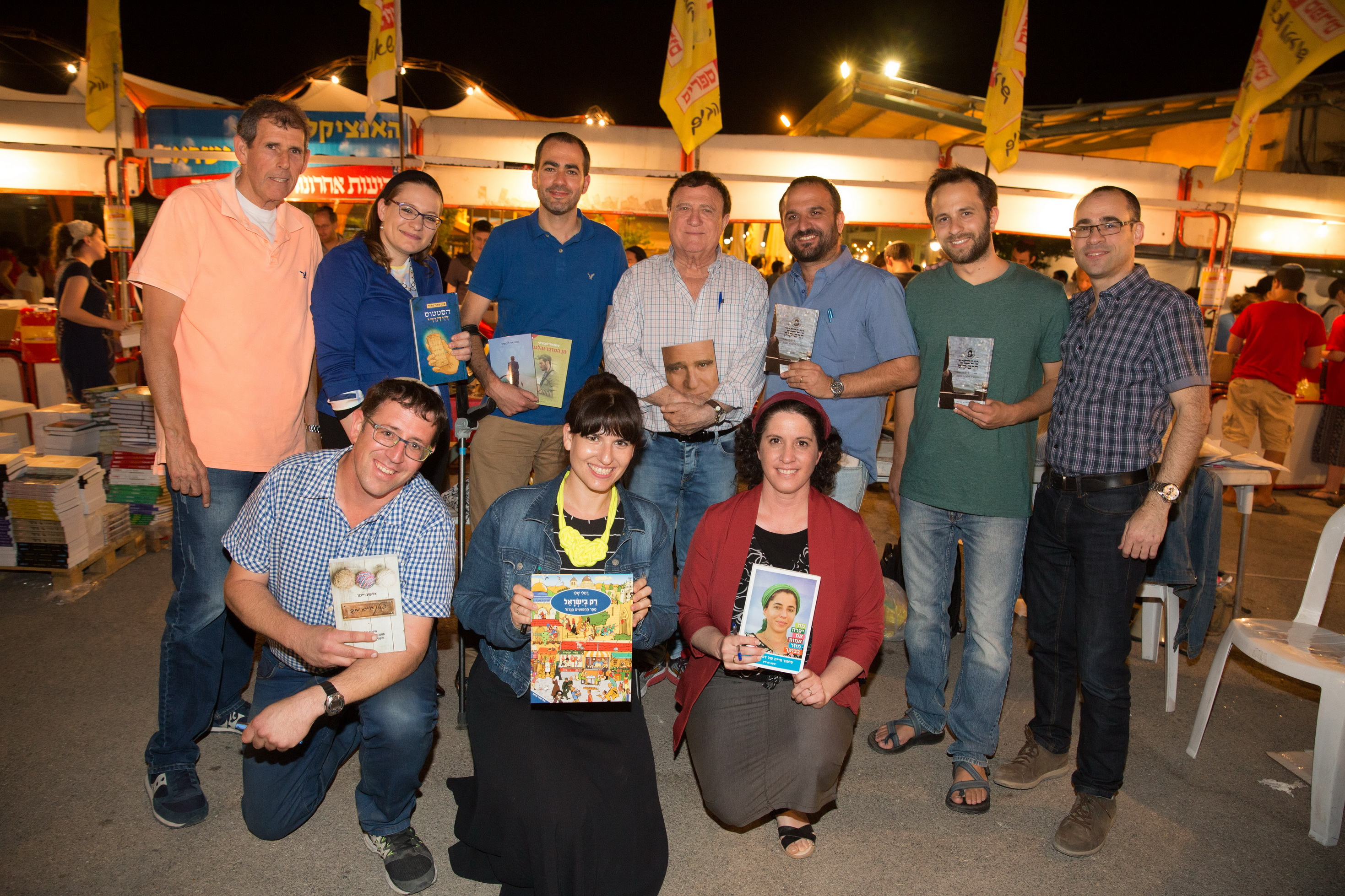
Rahav-Meir com os autores do livro Yedioth, Feira da Semana do Livro Hebraico no complexo da Estação de Jerusalém, 2017
Última linha: Dov Eichenwald, Sivan Rahav-Meir, Dr. Asael Lubotzky, Yehoram Gaon

Em março de 2011, Rahav-Meir deu uma entrevista exclusiva com Sara Netanyahu, que falou sobre as críticas levantadas contra ela. Rahav-Meir também entrevistou Moshe Talanski, o rabino Ovadia Yosef, Anat Kamm, Arkady Gaydamak, Lev Leviev e Shula Zaken. Ela foi a primeira a relatar o casamento de Yigal Amir com Larissa Trimbobler.
Rahav-Meir escreve uma coluna sobre a porção da semana da Torá no suplemento de fim de semana de Yedioth Ahronoth.
Ela começou a dar palestras semanais sobre a porção da Torá em setembro de 2015. A partir de 2018, essas palestras aconteceram na sinagoga Heichal Shlomo em Jerusalém e são transmitidas no rádio e nas redes sociais. Para comemorar o aniversário de um ano dessas conversas, o presidente Reuven Rivlin veio ouvi-la.

## Prêmios e reconhecimento
Em fevereiro de 2016, ela foi escolhida em uma pesquisa conduzida pelo instituto de pesquisas Meseker como a personalidade mais popular do Facebook no setor religioso-sionista, seguida por seu marido em segundo lugar.
Em março de 2016, Rahav-Meir recebeu o concurso para moderar o Questionário Bíblico Internacional no Dia da Independência de Israel, mas abriu mão da oportunidade quando descobriu que o mestre de questionários anterior, Avshalom Kor ainda estava interessado em moderar o questionário e que foi informado por uma mensagem de texto que estava sendo substituído após 28 anos no emprego. Em 2016, ela foi selecionada para moderar a cerimônia de acendimento de tochas do 68º Dia da Independência de Israel junto com o ator Amos Tamam.
Em 2017, Rahav-Meir foi escolhida pela revista Globes como a personalidade feminina mais popular da mídia em Israel, e pela revista Liberal como uma das 50 pessoas mais influentes em Israel. Em 2019, Rahav-Meir foi nomeada Mizrachi Shlicha Mundial da América do Norte, onde lecionou em várias comunidades judaicas.